# Nghệ sen
Nghệ sen (danh pháp hai phần: Curcuma petiolata) là loài thực vật thuộc họ Gừng. Loài này được William Roxburgh mô tả khoa học lần đầu tiên, được in trong sách Flora Indica xuất bản năm 1820, sau khi tác giả mất.

## Phân bố
Nghệ sen được tìm thấy tại Indonesia, Lào, Myanmar, Thái Lan.
Tại Việt Nam, theo Trần Hợp trong sách Cây cảnh, hoa Việt Nam (trang 331) thì loài này có mọc rải rác ở vùng núi cao nam Trung Bộ. Một mẫu vật do Poilane thu thập ngày 21 tháng 9 năm 1940 ở tây bắc ga Sông Mao, tỉnh Bình Thuận (tọa độ: 11°14′55,212″B 108°30′21,636″Đ / 11,23333°B 108,5°Đ) được lưu giữ tại Phòng mẫu cây của Bảo tàng Lịch sử Tự nhiên Quốc gia Pháp (MNHN).

## Mô tả
Thân rễ và củ chân vịt ít và nhỏ; ruột màu vàng nhạt; củ rễ nhiều, treo lủng lẳng trên các rễ ngắn hình thoi. Cuống lá dài 15–30 cm, có khía. Lá 4-6, thuôn dài, dài 15–25 cm, mỏng, hình trứng-hình trứng rộng với đáy thuôn tròn hay hơi hình tim, nhưng thon thành điểm nhọn ở đỉnh, nhẵn nhụi cả hai mặt hoặc có lông mịn áp ép, gân nổi rõ. Toàn cây có màu xanh lục, trừ phần mào của cành hoa bông thóc có màu tím hoa cà. Lá hình tim. Cụm hoa là cành hoa bông thóc trung tâm, cuống cụm hoa ngắn hơn cuống lá, hai mặt nhẵn nhụi hoặc có lông nhung áp ép, cành hoa dài 15 cm, đường kính 5 cm, lá bắc mào màu tím hoa cà hay tía sẫm. Các lá bắc hoa lớn, dài 3,8 cm, rất tù, xếp lợp, lõm, hợp nhất rất hoàn hảo gần như tới đỉnh hình thận và trải rộng ở đỉnh, tạo thành một túi sâu bất thường cho các hoa nhỏ màu vàng. Mỗi lá bắc chứa 3-5 hoa. Hoa dài gần bằng lá bắc. Đài hoa cao, 3 răng. Tràng hoa hình ống, phồng, dài 2,5 cm; phiến ngoài chia 3 phần, hình trứng, mọc thẳng đứng; phiến trong hai môi, môi trên 3 thùy như cánh hoa, thùy trung tâm mang bao phấn, các thùy bên chụm lại bảo vệ nó, môi dưới nhỏ, hình trứng thu nhỏ về phía đỉnh và hơi chẻ đôi. Toàn bộ tràng hoa có màu vàng hay trắng ánh vàng; bao phấn 2 thùy, hai cựa ở gốc; vòi nhụy thanh mảnh, được đỡ bằng 2 bướu bầu nhụy thông thường; đầu nhụy hình chén có lông rung; bầu nhụy hình trứng, 3 ngăn.

## Quan hệ vớiC. cordata
C. cordata được Nathaniel Wallich mô tả năm 1829 và khi đó ông đã viết rằng mặc dù rất giống với C. petiolata nhưng nó là loài riêng biệt. Năm 1894, John Gilbert Baker coi nó là đồng nghĩa của C. petiolata.
Nghiên cứu của Leong-Škorničková J. et al. (2010, 2015) cho rằng chúng là 2 loài khác biệt, tương tự như nhận xét của Wallich.
Tuy nhiên, chỉ sau bài báo của Surapon Saensouk et al. (2021) thì các cơ sở dữ liệu trực tuyến về thực vật như Plants of the World Online, World Flora Online mới công nhận chúng là 2 loài khác biệt.

## Hình ảnh

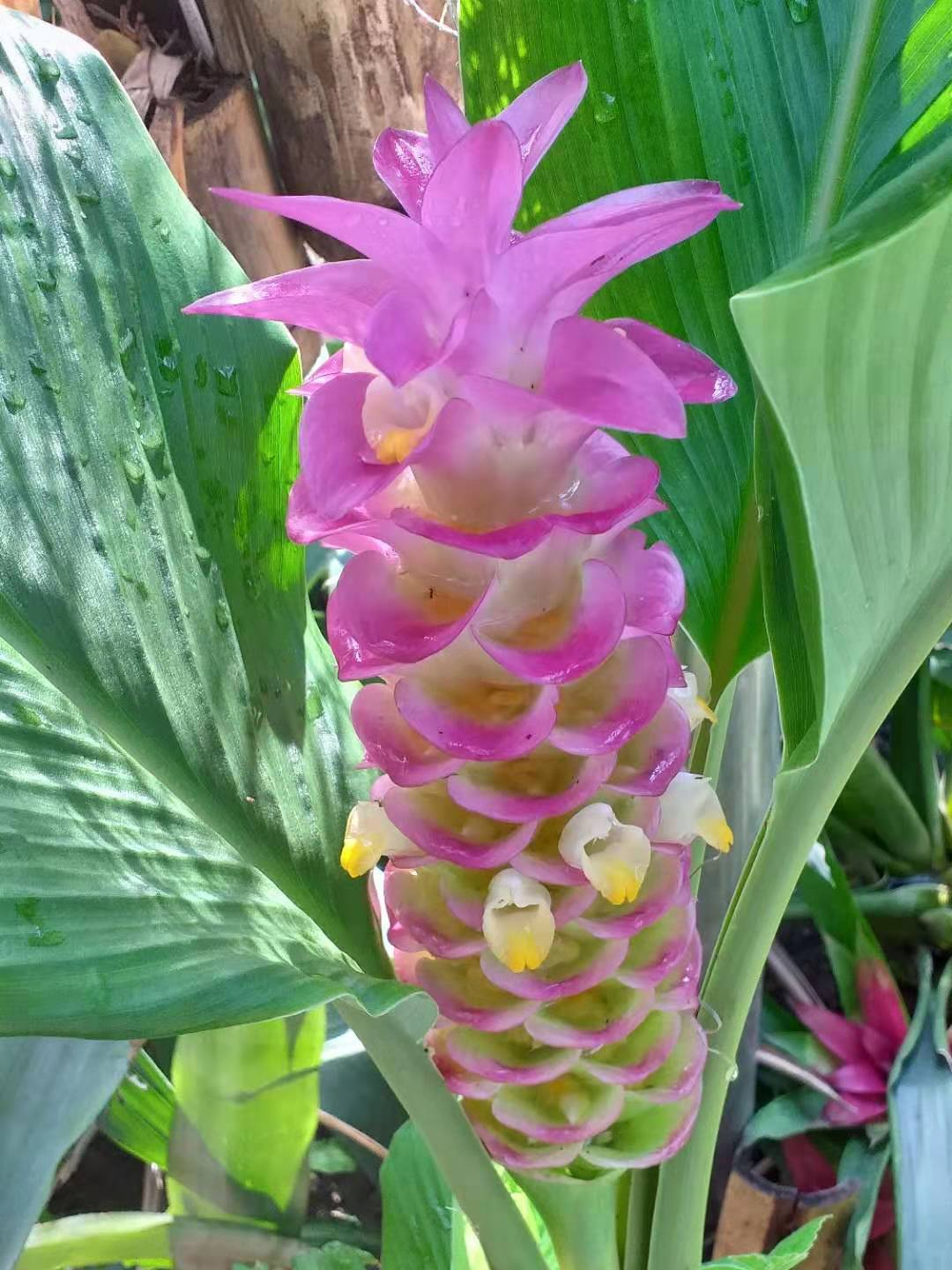
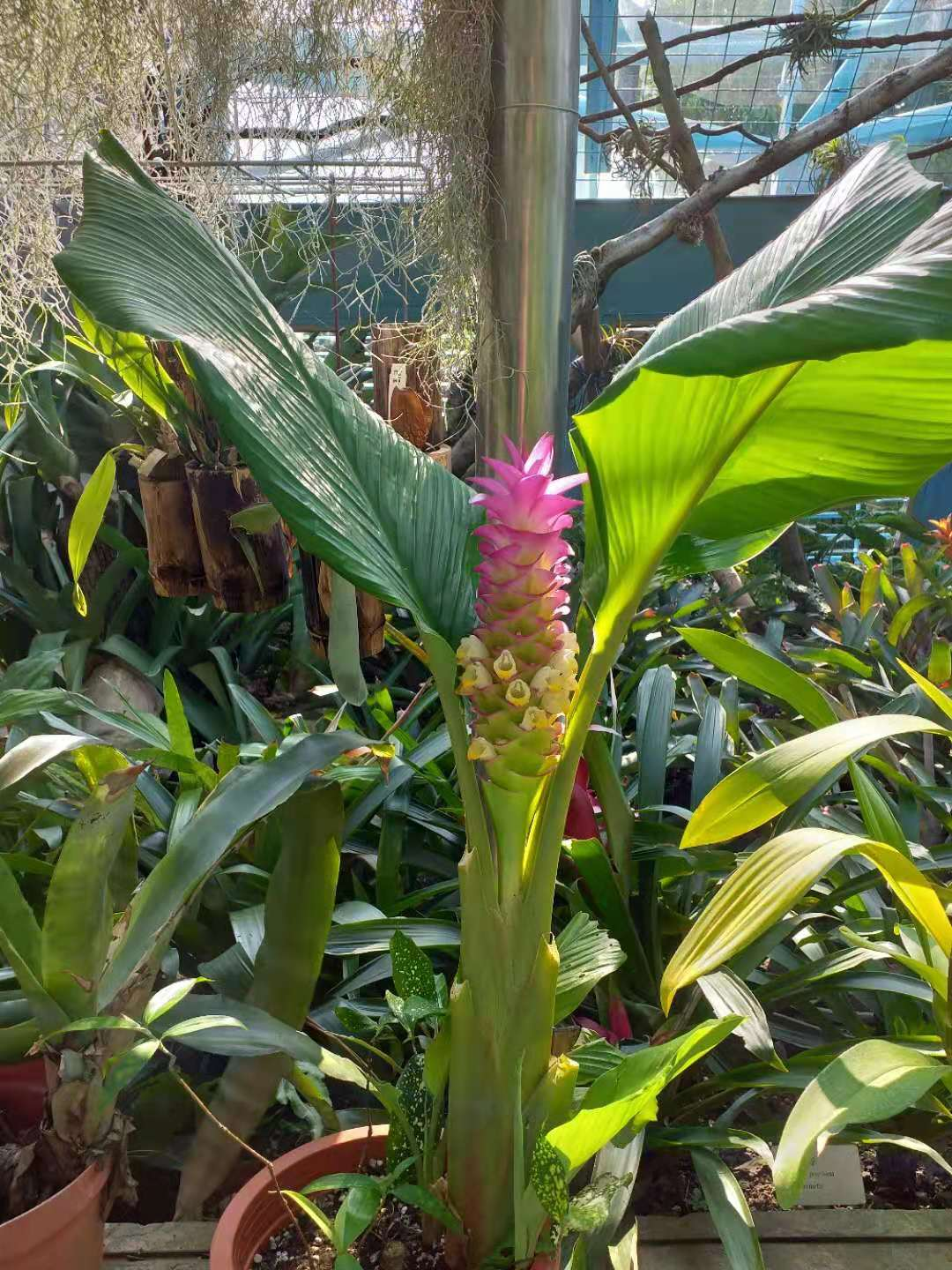